# Saetia
Saetia (sā-sha: ausgesprochen) war eine von 1997 bis 1999 bestehende Screamo-Band aus New York, die als stilbildend für das Screamogenre gilt.

## Geschichte
Saetia wird im Februar 1997 in New York gegründet. Der Bandname entsteht aus einem unabsichtlichen Falschschreibens des Songs Saeta von Miles Davis. Im Oktober 1999 löst sich die Band auf und es erscheinen 2000 noch die Single Eronel und 2001 unter dem Namen A Retrospective eine Sammlung aller ihrer aufgenommenen Songs. Die erste und die letzte Liveshow der Band finden beide in einem Club namens ABC No Rio statt.
Die Mitglieder der Band wechseln ständig. Am Bass spielen in den zweieinhalb Jahren Bandgeschichte 4 verschiedene Mitglieder. Der Schlagzeuger, Greg Drudy, spielte ebenfalls bei der Band Interpol, kurz bevor diese weltweit Erfolg hatten. Nach der Auflösung verteilen sich die Bandmitglieder auf die Bands Off Minor, Hot Cross, The Fiction und Instruction.

## Diskographie

### Demos
- Demo Cassette (1997, Level Plane)

### EPs
- Saetia 7" (1997, Level Plane)
- Eronel (2000, Witching Hour)

### Alben
- Saetia (1998, Mountain Coop)
- Live At ABC No Rio (1999, Level Plane)
- A Retrospective (2001, Level Plane)